# NLAC
El NLAC (National Library at Calcutta) és un sistema de transliteració de les llengües índiques amb caràcters llatins. El seu nom deriva de la Biblioteca Nacional de Kolkata, actualment reanomenada National Library of India.

## Característiques
Es tracta d'una extensió de l'IAST i és el sistema més utilitzat en diccionaris i gramàtiques sobre les llengües índiques. El NLAC inclou tots els caràcters de l'IAST i s'utilitza sovint juntament amb símbols de l'Alfabet fonètic internacional, necessaris en llengües del subcontinent indi on es donen característiques fonològiques que no es troben al sànscrit. Aquest sistema també es coneix com a Library of Congress (LC) i tant el NLAC com l'IAST formen part de l'ISO 15919.

## Representació
| अ | आ | इ | ई | उ | ऊ | ऋ | ಎ | ए | ऐ  | ಒ | ओ | औ  | अं  | अः  |
| a | ā | i | ī | u | ū | ṛ | e | ē | ai | o | ō | au | aṃ | aḥ |

| क  | ख   | ग  | घ   | ङ  | च  | छ   | ज  | झ   | ञ  |
| ka | kha | ga | gha | ṅa | ca | cha | ja | jha | ña |

| ट  | ठ   | ड  | ढ   | ण  | त  | थ   | द  | ध   | न  |
| ṭa | ṭha | ḍa | ḍha | ṇa | ta | tha | da | dha | na |

| प  | फ   | ब  | भ   | म  | য  | ழ  | ಳ  | റ  | ன  |
| pa | pha | ba | bha | ma | ẏa | ḻa | ḷa | ṟa | ṉa |

| य  | र  | ल  | व  | श  | ष  | स  | ह  |
| ya | ra | la | va | śa | ṣa | sa | ha |